# Adalberto di Lorena
Adalberto di Lorena veniva anche chiamato "Conte di Longwy" (1000 circa – Thuin, 11 novembre 1048) è stato Conte di Longwy e Duca dell'Alta Lorena (Lotaringia) dal 1047 alla sua morte.

## Origine
Secondo le Notitiæ Fundationis Monasterii Bosonis-Villæ, Adalberto era figlio maschio primogenito del Conte di Metz, Gerardo IV di Bouzonville e di Gisella, di cui non si conoscono gli ascendenti (forse era figlia di Teodorico I dell'Alta Lorena).
Gerardo IV di Bouzonville, ancora secondo le Notitiæ Fundationis Monasterii Bosonis-Villæ, era figlio del conte di Metz, Adalberto e della moglie Giuditta.

## Biografia
Secondo le Laurentii Gesta Episcoporum Virdunensium, Adalberto era conte di Longwy (Albertum de Longui castro).
Secondo il Bernoldi Chronicon, alla morte Gothelo I, Duca sia della Bassa Lorena (Lotaringia) che dell'Alta Lorena (Lotaringia), nel 1044, il re di Germania e futuro Imperatore del Sacro Romano Impero, Enrico III, autorizzò il figlio primogenito, Goffredo il Barbuto a succedere al padre nel Ducato dell'Alta Lorena (Lotaringia), che già la governava, come Goffredo III, che si aspettava di ricevere anche il Ducato della Bassa Lorena (Lotaringia); però Enrico III riteneva che i due ducati dovessero essere governati separatamente ed approfittò dell'occasione per dividerli nuovamente; rifiutò quindi di concedere il ducato della Bassa Lorena a Goffredo, concedendolo invece al maschio secondogenito, Gothelo o Gozzelone II, detto il Codardo, per volontà espressa dal padre stesso, Gozzelone I che riteneva che anche il secondogenito ereditasse una parte del ducato.
Goffredo si ribellò, rifiutando di partecipare alla campagna di Ungheria e, all'assemblea di Aquisgrana, fu condannato alla perdita sia del ducato che della contea di Verdun, ricevuta in feudo dal re. Allora Goffredo passò ad una ribellione fiera, aperta ed armata, devastando le terre della Bassa Lorena, tra cui la città di Verdun e portando la guerra anche in Borgogna.
Dopo aver riottenuto il ducato, Goffredo si ribellò nuovamente e il ducato dell'Alta Lorena venne allora assegnato ad Adalberto (anche le Laurentii Gesta Episcoporum Virdunensium confermano che Adalberto divenne duca di Lorena, prima di suo fratello, Gerardo di Chatenoy).
Goffredo, comunque, continuò a combattere per riconquistare la Lorena e l'11 novembre 1048, a Thuin, sconfisse e uccise in battaglia Adalberto; ma Enrico immediatamente nominò il giovane fratello di Adalberto, Gerardo di Chatenoy, nuovo conte di Metz, a rimpiazzarlo; Le nécrologe de la cathédrale de Verdun (non consultato) riporta la morte di Adalberto, in combattimento, l'11 novembre.

## Matrimonio e discendenza
Della moglie di Adalberto non si conoscono né il nome né gli ascendenti; secondo lo storico Szabolcs de Vajay la moglie era Clemence de Foix, che gli diede due figlie:
- Ermesinda, che secondo la Chronica Albrici Monachi Trium Fontium, fu contessa di Longwy e moglie di Corrado I di Lussemburgo[12], mentre per altri divenne moglie di Guglielmo VII d'Aquitania[11]
- Stefania, che fu la moglie di Guglielmo I di Borgogna[11].

### Fonti primarie
- (LA) Monumenta Germaniae Historica, Scriptores, tomus X. URL consultato il 1º marzo 2020 (archiviato dall'url originale il 26 agosto 2016)..
- (LA) Monumenta Germaniae Historica, Scriptores, tomus XV.2. URL consultato il 1º marzo 2020 (archiviato dall'url originale il 13 marzo 2016)..
- (LA) Monumenta Germaniae Historica, Scriptores, tomus XXIII. URL consultato il 1º marzo 2020 (archiviato dall'url originale il 23 settembre 2015)..

### Letteratura storiografica
- Caroline M. Ryley, L'imperatore Enrico III, in «Storia del mondo medievale», vol. IV, 1979, pp. 193–236